# Philipp Ludwig Böhmer
Philipp Ludwig Böhmer (* 14. August 1666 in Hannover; † 31. März 1735 in Celle) war ein deutscher lutherischer Theologe und Generalsuperintendent der Generaldiözesen Göttingen, Calenberg und Lüneburg-Celle.

## Leben

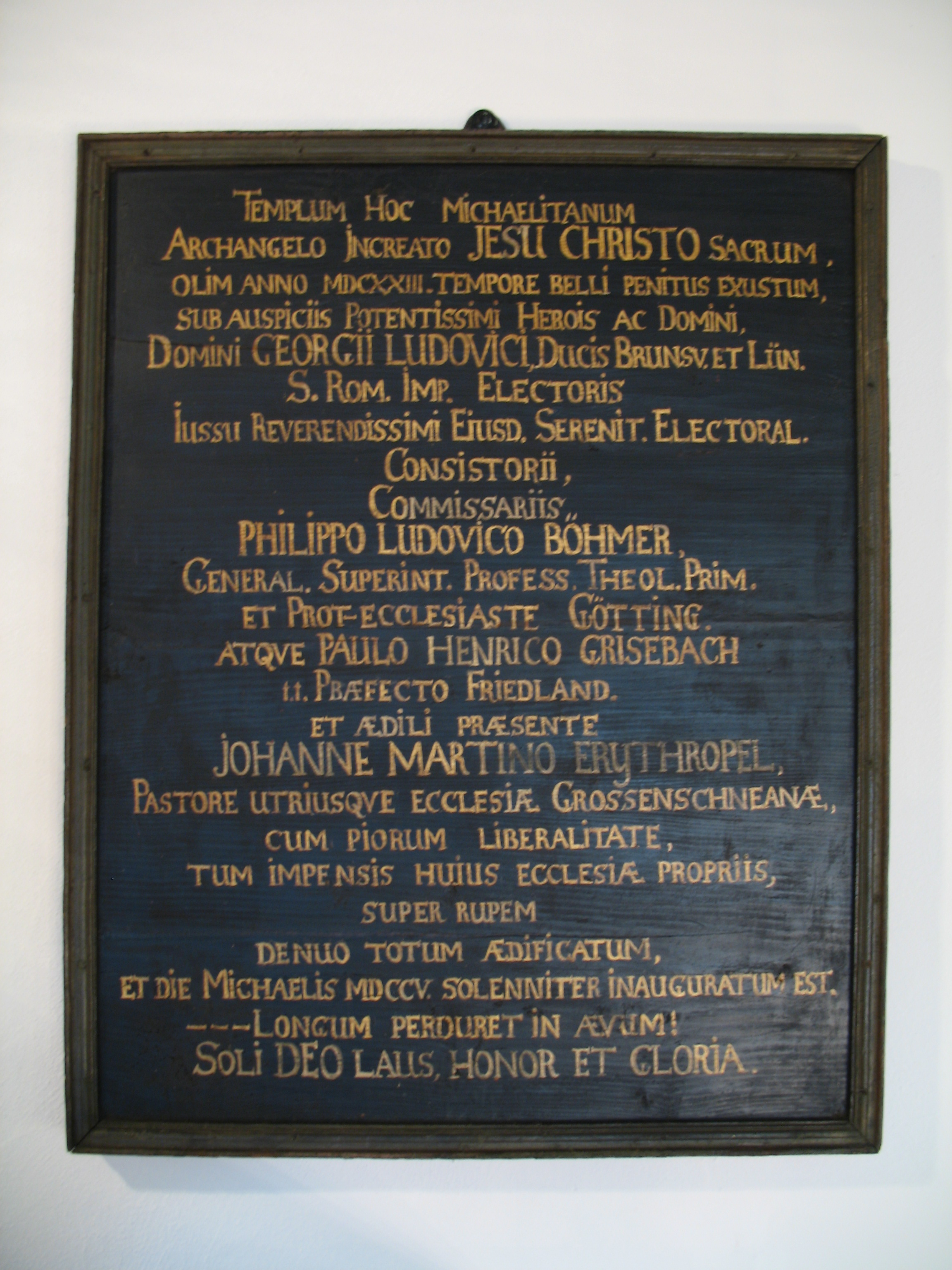
Böhmer auf einer Tafel von 1723 in Groß Schneen

Böhmer, Sohn des Geheimen Sekretärs Böhmer in Celle, studierte Theologie und lehrte als Professor an der Universität Helmstedt. 1701 wurde er erster Pastor an der St.-Johannis-Kirche in Göttingen, Professor am Pädagogium und Generalsuperintendent Göttingen, 1708 Pastor und Stiftssenior in Wunstorf sowie Generalsuperintendent der Generaldiözese Calenberg. 1726 wurde er als erster Pastor an der Stadtkirche und Generalsuperintendent der Generaldiözese Lüneburg-Celle nach Celle berufen.